# Oriaethus longicornis
Oriaethus longicornis là một loài bọ cánh cứng trong họ Cerambycidae.